# Associazione Calcio Vigevano 1944-1945
Questa pagina raccoglie i dati riguardanti l'Associazione Calcio Vigevano nelle competizioni ufficiali della stagione 1944-1945.

## Rosa
| N. |                   | Ruolo | Calciatore           |
| -- | ----------------- | ----- | -------------------- |
|    | Italia (bandiera) | D     | Paolo Canazza Ronzan |
|    | Italia (bandiera) | A     | Benedetti            |
|    | Italia (bandiera) | C     | Vittorio Bergamo     |
|    | Italia (bandiera) | D     | Luigi Brunella       |
|    | Italia (bandiera) | C     | Pietro Buscaglia     |
|    | Italia (bandiera) | A     | Riccardo Carapellese |
|    | Italia (bandiera) | C     | Eusebio Castigliano  |

| N. |                      | Ruolo | Calciatore        |
| -- | -------------------- | ----- | ----------------- |
|    | Italia (bandiera)    | A     | Giovanni Costanzo |
|    | Italia (bandiera)    | D     | Raffaele Guaita   |
|    | Italia (bandiera)    | D     | Rudino Lambertini |
|    | Italia (bandiera)    | A     | Luigi Molina      |
|    | Italia (bandiera)    | D     | Carlo Pischianz   |
|    | Italia (bandiera)    | A     | Piero Ricci       |
|    | Italia (bandiera)    | P     | Luigi Sculli      |
|    | Argentina (bandiera) | C     | José Spirolazzi   |